# Skotská hokejová reprezentace
Skotská hokejová reprezentace je národní hokejové mužstvo Skotska. Skotsko není členem Mezinárodní federace ledního hokeje ani Mezinárodního olympijského výboru a nemůže se proto účastnit mistrovství světa ani zimních olympijských her (skotští hokejisté mohou na těchto soutěžích startovat pouze za Velkou Británii).

## Mezistátní utkání Skotska
26.03.1909  Anglie 11:1 Skotsko 
??.02.1910  Skotsko 6:1 Anglie 
12.12.1931  Anglie 2:0 Skotsko 
14.04.1933  Anglie 4:0 Skotsko 
16.03.1935  Anglie 6:3 Skotsko 
16.03.1936  Anglie 1:1 Skotsko 
08.12.1947  Anglie 4:2 Skotsko 
09.12.1947  Anglie 9:2 Skotsko 
10.02.1950  Skotsko 12:1 Anglie 
11.02.1950  Skotsko 6:1 Anglie 
30.01.1953  Skotsko 2:1 Anglie 
31.01.1953  Skotsko 6:2 Anglie 
13.01.1960  Anglie 4:3 Skotsko 
13.02.1960  Anglie 10:1 Skotsko 
14.02.1960  Skotsko 4:0 Anglie 
04.02.1961  Skotsko 7:3 Anglie 
05.02.1961  Anglie 3:3 Skotsko 
11.02.1961  Skotsko 7:1 Anglie 
12.02.1961  Skotsko 6:2 Anglie 
13.01.1962  Skotsko 8:4 Anglie 
20.01.1962  Skotsko 8:6 Anglie 
21.01.1962  Anglie 8:8 Skotsko 
15.02.1969  Skotsko 11:5 Anglie 
16.02.1969  Skotsko 7:3 Anglie 
17.05.1970  Anglie 7:5 Skotsko 
06.12.1970  Skotsko 7:4 Anglie 
21.11.1971  Anglie 6:4 Skotsko 
28.01.1973  Skotsko 7:4 Anglie 
03.02.1973  Anglie 5:5 Skotsko 
15.11.1974  Anglie 9:6 Skotsko 
16.11.1974  Anglie 5:3 Skotsko 
17.11.1974  Anglie 10:3 Skotsko 
23.11.1975  Skotsko 8:6 Anglie 
04.12.1976  Anglie 8:6 Skotsko 
12.12.1976  Skotsko 7:5 Anglie 
17.12.1977  Skotsko 15:4 Anglie 
28.01.1978  Anglie 8:6 Skotsko 
13.10.1978  Skotsko 6:5 Anglie 
15.10.1978  Skotsko 4:3 Španělsko 
28.09.1979  Skotsko 5:4 Španělsko 
29.09.1979  Skotsko 8:0 Belgie 
30.09.1979  Skotsko 6:2 Anglie 
02.02.1980  Skotsko 8:1 Anglie 
23.02.1980  Skotsko 6:5 Anglie 
19.04.1980  Skotsko 14:1 Anglie 
20.04.1980  Anglie 6:4 Skotsko 
03.05.1980  Skotsko 13:2 Anglie 
28.12.1980  Skotsko 7:6 Anglie 
02.05.1981  Skotsko 12:3 Anglie 
27.02.1983  Anglie 9:3 Skotsko 
13.05.1984  Skotsko 7:4 Anglie 
28.12.1991  Anglie 7:6 Skotsko 
30.01.1993  Skotsko 5:4 Anglie 